# Conservatorismo nazionale
Il conservatorismo nazionale o nazional conservatorismo è una variante del conservatorismo che combina ad esso elementi di nazionalismo, ideologicamente di destra, e si concentra sulla difesa dell'identità nazionale e culturale.
Condivide caratteristiche con il conservatorismo tradizionalista e il conservatorismo sociale, tre variazioni che si concentrano sulla conservazione e la tradizione. Mentre il conservatorismo nazionale cerca di preservare gli interessi nazionali, il conservatorismo classico enfatizza le istituzioni ancestrali. Inoltre, il conservatorismo sociale enfatizza un atteggiamento restrittivo e patriarcale nei confronti del comportamento morale per preservare il proprio status tradizionale nella società.
I partiti nazional conservatori hanno talvolta radici in ambienti con una base rurale, tradizionalista o periferica, in contrasto con la base di appoggio urbana dei partiti liberal conservatori. In Europa, la maggior parte abbraccia una qualche forma di euroscetticismo.
Se all'interno del movimento conservatore patria, libera impresa e identità nazionale 
sono temi significativi, quelli nazional conservatori pongono questi concetti al centro della loro linea politica, rappresentandone la "destra"  .

## Ideologia
L'azione politica è inequivocabilmente legata alla tutela dell'interesse nazionale, nonché di un'identità precisa di cui essere orgogliosi, a difesa della tradizione religiosa, culturale e linguistica del Paese. Non mancano posizioni severe sui temi della sicurezza (con un approccio law and order), di rigida contrarietà all'immigrazione clandestina, al multiculturalismo, alle teorie woke e alla globalizzazione incontrollata.
A volte i conservatori nazionali possono assumere una postura populista, incline alla corrente definita in Italia come destra sociale. Fedeli ai principi del conservatorismo sociale, difendono strenuamente la “famiglia tradizionale”, definita, da uno studioso austriaco, "casa e centro dell'identità, della solidarietà e dell'emozione"; contestano il relativismo culturale ed hanno una visione spirituale della vita, dal concepimento alla morte naturale.
Al di là di questi elementi fondanti, i nazional conservatori possono sostenere punti di vista differenti in base a logiche strettamente nazionali. In ambito economico, la loro visione spazia da una moderna economia sociale di mercato, alla preferenza per un'economia mista di tipo centrista, fino a posizioni di laissez-faire.

## Conservatorismo nazionale in Europa
Il filone, che ispirò alcune involuzioni delle democrazie europee nella prima metà del XX secolo, è riemerso tra i partiti nazional-conservatori contemporanei a livello europeo: si possono ricordare Diritto e Giustizia (che è anche riconducibile alle istanze della destra cristiana), il Partito Popolare Danese, il partito italiano Fratelli d'Italia, lo spagnolo Vox, l'Unione Democratica di Centro e, in genere, i membri del Partito dei Conservatori e dei Riformisti Europei e del Partito Identità e Democrazia.

### In Italia
Nel 1890, per contrastare il blocco socialista che, dopo i successi nelle elezioni amministrative dell'anno precedente appariva minaccioso, Fedele Lampertico propose la creazione di un partito dai tratti ideologici clericali e nazional conservatori che mutuava la struttura e le finalità di un abortito soggetto il cui programma era stato elaborato già nel 1879.
Tra la fine dell'800 e l'inizio del '900, fu attorno al gruppo di Sidney Sonnino che si radunò un gruppo composito di conservatori nazionali il cui principale esponente fu Antonio Salandra. Nel primo dopoguerra, tale area era maggioritaria nel Partito Liberale Democratico Italiano e nel Partito Liberale Italiano.
Secondo il parere di numerosi studiosi, nel dopoguerra e per circa cinquant'anni in Italia è mancato un vero e proprio partito apertamente riconducibile al conservatorismo nazionale, ad eccezione del Partito Nazionale Monarchico e della corrente del Movimento Sociale Italiano capeggiata da Arturo Michelini, che proponeva una politica estera filo-atlantista e che lavorò per spezzare l'isolamento del partito, aprendo ad alleanze con liberali monarchici, ed esponenti della destra democristiana.
Il conservatorismo nazionale è riemerso con la creazione di Alleanza Nazionale ed è oggi principalmente rappresentato da Fratelli d'Italia.

## Partiti
Diversi partiti vengono comunemente classificati all'interno del conservatorismo nazionale:
- Austria: Partito della Libertà Austriaco;[26]
- Belgio: Interesse Fiammingo;[27][28][29]
- Brasile: Partito Liberale (Brasile 2006), Partito del Rinnovamento Democratico (Brasile);
- Bulgaria: Rinascita, Moralità, Unità, Onore; C'è un Popolo come Questo;[30][31]
- Canada: Partito Popolare del Canada;[32][33]
- Rep. Ceca: ANO 2011,[34][35][36] Libertà e Democrazia Diretta,[37][38] Tricolore (Partito), Partito dei lavoratori per la giustizia sociale,[39][40]Legge, Rispetto, Competenza;[41]
- Cipro: Fronte Popolare Nazionale;
- Corea del Sud: Partito del Potere Popolare (Corea del Sud),[42]
- Croazia: Partito Croato dei Diritti, Movimento Patriottico;
- Danimarca: Partito del Progresso, Partito Popolare Danese;
- Estonia: Partito Popolare Conservatore Estone,[43][44] Nazionalisti e Conservatori Estoni;[45]
- Finlandia: Veri Finlandesi;
- Francia: Rassemblement National, Movimento Nazionale Repubblicano, Reconquête, Identità-Libertà en, Unione delle Destre per la Repubblica;
- Germania: Alternativa per la Germania,[46][47] I Repubblicani,[48] Unione Popolare Tedesca,[49] Alleanza Sahra Wagenknecht,[50][51][52], Die Heimat;
- Giappone: Partito Liberal Democratico (Giappone), Partito Conservatore del Giappone, Sanseitō;
- Grecia: Raggruppamento Popolare Ortodosso, Soluzione Greca, Movimento Patriottico Democratico – Vittoria,[53] Voce della Ragione en, Spartani, Partito Comunista di Grecia;[54][55][56]
- Italia: Lega Nord, Lega per Salvini Premier, Fratelli d’Italia[57],
- Israele: Likud, Otzma Yehudit, Noam (partito politico)
- Lettonia: Alleanza Nazionale (Lettonia),[58][59][60] Unione degli Agricoltori della Lettonia,[61][62][63] Alba di Nemunas en;
- Lituania: Unione del Popolo e della Giustizia (Centristi, Nazionalisti),[64] Alleanza Nazionale (Lettonia);[65][66]
- Lussemburgo: Partito Riformista di Alternativa Democratica;[67]
- Malta: Imperium Europa, ABBA en, Partito Popolare en;
- Norvegia: Partito del Progresso;[68][69]
- Paesi Bassi: Partito per la Libertà, JA21, Forum per la Democrazia;
- Polonia: Diritto e Giustizia,[70] Kukiz'15, Movimento Nazionale, Confederazione della Corona Polacca en;
- Portogallo: Chega!, CDS - Partito Popolare;[71]
- Regno Unito: Partito Conservatore, Partito per l'Indipendenza del Regno Unito,[72] Reform UK;[73][74]
- Romania: Partito Social Democratico, Alleanza per l'Unione dei Romeni, S.O.S. Romania, Partidul Oamenilor Tineri;
- Russia: Russia Unita, Partito Liberal-Democratico di Russia,[75][76][77][78] Partito Comunista della Federazione Russa,[79][80][81][82] Russia Giusta,[83][84] Rodina;[85][86][87]
- San Marino: Domani Motus Liberi;[88][89]
- Slovacchia: Partito Popolare Slovacchia Nostra, Partito Nazionale Slovacco;[90][91] Direzione - Socialdemocrazia,[92][93][94][95][96][97] Repubblica;
- Slovenia: Partito Nazionale Sloveno;
- Spagna: Vox, Se Acabó La Fiesta;[98][99]
- Stati Uniti: Partito Repubblicano;
- Svezia: Democratici Svedesi;
- Svizzera: Unione Democratica di Centro, Lega dei Ticinesi;
- Turchia: Partito della Giustizia e dello Sviluppo,[100][101][102][103][104] Partito del Movimento Nazionalista,[105] Partito della Causa Libera, Nuovo Partito del Benessere, Buon Partito;
- Ungheria: Fidesz, Partito Popolare Cristiano Democratico, Jobbik,[106][107] Mi Hazánk Mozgalom